# Sara Prata
Sara Isabel Duarte Prata (* 9. August 1984 in Setúbal) ist eine portugiesische Film- und Fernseh-Schauspielerin und Model.

## Leben
Sara Prata ging in ihrer Heimatstadt Setúbal zur Schule und spielte Tennis, zudem betrieb sie Sportakrobatik im Verein Vitória Setúbal. Bereits im Alter von 14 Jahren begann sie dann eine Schauspielausbildung an der Theaterschule von Cascais, der Escola Profissional de Teatro de Cascais. Es folgten einige wenige Rollen am dortigen Teatro Experimental (2003 bis 2004). Daneben arbeitete sie als Model.
Nachdem sie 2005 für die dritte Staffel der Jugendserie Morangos Com Açúcar gecastet wurde, nahm ihre Bekanntheit stark zu. Die anhaltende Popularität der Serie führte 2012 zum Kinofilm Morangos Com Açúcar – O Filme, der mit über 238.000 Zuschauern sehr erfolgreich war und seither zu den erfolgreichsten portugiesischen Filmen seit 2004 zählt. Dies war ihr bislang öffentlichkeitswirksamster Kinoauftritt.
Danach gab ihr das portugiesische Kino weitere Rollen, häufig in romantischen Komödien. Das Fernsehen blieb aber ihr Hauptbetätigungsfeld, wo sie in einer Vielzahl Fernsehserien und Telenovelas mitspielte. Daneben trat sie weiterhin gelegentlich am Theater auf, darunter waren Vorstellungen am Teatro Experimental de Cascais, am Teatro Aberto und im Teatro da Trindade.
Nachdem sie an einer Prominenten-Kochsendung im Fernsehen teilgenommen hatte, veröffentlichte Prata 2017 mit Prata, Pratinha, Pratão! ihr erstes Kochbuch.

## Filmografie
- 2002: Super Pai (Fernsehserie)
- 2003: Lusitana Paixão (Telenovela, 5 Folgen)
- 2004: Baía das Mulheres (Telenovela, 2 Folgen)
- 2005–2007: Morangos Com Açúcar (Fernsehserie, 380 Folgen)
- 2007–2008: Fascínios (Telenovela, 269 Folgen)
- 2008–2009: Flor do Mar (Telenovela, 310 Folgen)
- 2009: Equador (Fernsehserie, 21 Folgen)
- 2009: Vamos Ouvir (Fernsehserie)
- 2010: 37 (Miniserie, 6 Folgen)
- 2010–2011: Espírito Indomável (Telenovela, 336 Folgen)
- 2011: O Amor É um Sonho (Miniserie, 4 Folgen)
- 2012: O Pacto (Fernsehfilm); Regie: Telma Meira
- 2012: Morangos Com Açúcar – O Filme; Regie: Hugo de Sousa
- 2012–2013: Louco Amor (Telenovela, 282 Folgen)
- 2013–2014: Belmonte (Telenovela, 269 Folgen)
- 2014: Contactos 2.0 (Kurzfilm); Regie: Bernardo Almeida, Rodrigo Duvens Pinto
- 2016: Moda Lisboa Kiss (Miniserie, 7 Folgen)
- 2015–2017: A Única Mulher (Telenovela, 551 Folgen)
- 2017: Alguém Como Eu; Regie: Leonel Vieira
- 2017–2018: Jogo Duplo (Telenovela, 268 Folgen)
- 2019: Quero-te Tanto!; Regie: Vicente Alves do Ó
- 2019–2020: Prisioneira (Telenovela, 2019 Folgen)
- 2021–2023: Para Sempre (Telenovela, 340 Folgen)